# Matty Pearson
Matthew Joe Pearson, detto Matty (Keighley, 3 agosto 1993), è un calciatore inglese, difensore dell'Huddersfield Town.

## Carriera

### Club
Ha giocato nella seconda divisione inglese.

### Nazionale
Nel 2010 ha giocato una partita con la nazionale inglese Under-18.

## Palmarès

### Club

#### Competizioni nazionali
- Football League One: 1

Luton Town: 2018-2019